# Joëlle Boucher
Pour les articles homonymes, voir Boucher.
 (septembre 2016).
Joëlle Boucher, née le 5 mars 1947 à Saint-Cloud (Hauts-de-Seine) et morte le 16 novembre 2024 à Saint-Céré, est une illustratrice française.

## Biographie
Joëlle Boucher a reçu le prix graphique de la Foire du livre de jeunesse de Bologne en 1975 pour Trois petits flocons de neige, réalisé avec Bernard Barokas, édité chez Grasset Jeunesse.

## Publications
- La grosse [roman], Emmanuel Jeudy, Hachette pratique, 2009
- Plume vole au vent, Valérie Guidoux, Sorbier, 2004
- Féline s'entraîne à chasser, Valérie Guidoux, Sorbier, 2004
- Les baleines et autres mammifères marins, Patrick Geistdoerfer, Gallimard, 2004
- Gaspard creuse son terrier, Valérie Guidoux, Sorbier, 2003
- Bibo construit son barrage, Valérie Guidoux, Sorbier, 2003
- Miette va au travail, Valérie Guidoux, Sorbier, 2003
- Pico part à la chasse, Valérie Guidoux, Sorbier, 2003
- Arsène se met en boule, Valérie Guidoux, Sorbier, 2003
- Sublime devient papillon, Martine Beck, Sorbier, 2003
- Basile est de retour, Valérie Guidoux, Sorbier, 2003
- Fantine change de pelage, Valérie Guidoux, Sorbier, 2003
- Priscilla l'araignée tisse sa toile, Martine Beck, Sorbier (Coll. Mes petites histoires naturelles), 2002
- Talpa la taupe laisse filer son diner, Martine Beck, Sorbier (Coll. Mes petites histoires naturelles), 2002
- Zinzin la mésange fait son nid, Martine Beck, Sorbier (Coll. Mes petites histoires naturelles), 2002
- Grabote la grenouille apprend à nager, Martine Beck, Sorbier (Coll. Mes petites histoires naturelles), 2002
- Protégeons la nature, Catherine Dolto-Tolitch, Colline Faure-Poirée, Gallimard Jeunesse, 2001
- Y'en a marre des totottes, Catherine Dolto-Tolitch, Colline Faure-Poirée, Gallimard Jeunesse, 2001
- La Télévision, Catherine Dolto-Tolitch, Colline Faure-Poirée, Gallimard Jeunesse, 2001
- Dire non !, Catherine Dolto-Tolitch, Colline Faure-Poirée, Gallimard Jeunesse, 2001
- Les Neiges de Noël, Colette Barbe-Julien, Milan, 2001
- Comptines pour un orchestre, Corinne Albaut, Actes Sud Junior, 2001
- Pipi au lit, Catherine Dolto-Tolitch, Gallimard Jeunesse, 2000
- Les Premières fois, Catherine Dolto-Tolitch, Gallimard Jeunesse, 2000
- Ça fait mal la violence, Catherine Dolto-Tolitch, Gallimard Jeunesse, 2000
- Tout seul, Catherine Dolto-Tolitch, Gallimard Jeunesse, 2000
- Babimagier, Catherine Dolto-Tolitch, Gallimard Jeunesse, 2000
- Momo petit prince des Bleuets, Yaël Hassan, Syros Jeunesse (Coll. Souris sentiment), 1998 (prix Chronos 6e-5e 2000)
- Un bébé à la maison, Catherine Dolto-Tolitch, Colline Faure-Poirée, Gallimard Jeunesse, 1997
- Les Mamans, Catherine Dolto-Tolitch, Colline Faure-Poirée, Gallimard Jeunesse, 1997
- Attendre un petit frère ou une petite sœur, Catherine Dolto-Tolitch, Colline Faure-Poirée, Gallimard Jeunesse, 1997
- Les Câlins, Catherine Dolto-Tolitch, Colline Faure-Poirée, Gallimard Jeunesse, 1997
- Jaloux pas jaloux, Catherine Dolto-Tolitch, Colline Faure-Poirée, Gallimard Jeunesse, 1996
- On s'est adopté, Catherine Dolto-Tolitch, Colline Faure-Poirée, Gallimard Jeunesse, 1996
- Vivre seul avec papa ou maman, Catherine Dolto-Tolitch, Colline Faure-Poirée, Gallimard Jeunesse, 1996
- Le Livre de bébé, Michèle Guidetti, Ed. de la Martinière, 1995
- Quand les parents sortent, Catherine Dolto-Tolitch, Colline Faure-Poirée, Gallimard Jeunesse, 1995
- Poli pas poli, Catherine Dolto-Tolitch, Colline Faure-Poirée, Gallimard Jeunesse, 1995
- Les Gros mots, Catherine Dolto-Tolitch, Colline Faure-Poirée, Gallimard Jeunesse, 1995
- Les Papas, Catherine Dolto-Tolitch, Colline Faure-Poirée, Gallimard Jeunesse, 1995
- Petite Branche, Christine Authier, cassettine Vif Argent, 1991
- Je m'amuse en rimant, Jean Tardieu, Gallimard Folio cadet, 1991
- La petite fille aux cheveux bleus, Giorda, cassettine Vif Argent, 1981
- Quand tu étais petit, Fabrice Pinte, cassettine Vif Argent, 1980
- Trois petits flocons, Bernard Barokas, Grasset Jeunesse, 1974 (prix de la foire du livre de jeunesse, Bologne, 1973)